# Hoogstraten
Hoogstraten is een stad en gemeente in de Belgische provincie Antwerpen. De stad ligt in de Kempen, tegen de grens met Nederland. Hoogstraten telt ruim 22.000 inwoners, waarvan meer dan 15% uit Nederland komen. Hoogstraten is de hoofdplaats van het gerechtelijk kanton en kieskanton Hoogstraten.

## Toponymie
Sinds het ontstaan van Hoogstraten omstreeks 1210 tot diep in de 18e eeuw waren er verschillende spelwijzen in gebruik voor het toponiem. Zo werd de plaatsnaam gedurende deze periode afwisselend als Hoochstratum, Hochstraten, Hoestraten, Hoochstraten, Hoistraten, Hoighstraten, Hoichstraten, Hoeghstraten, Hoechstraten en Hoegstraten geschreven. Van de 18e eeuw tot 1930 was de officiële spelling Hoogstraeten. In 1930 besloot de Koninklijke Commissie voor Toponymie en Dialectologie de spelling te moderniseren tot Hoogstraten.
Leo Hermans verklaart het toponiem Hoogstraten in het jaarboek van de Hoogstratens Oudheidkundige Kring Toponymie van Hoogstraten als volgt: "De naam Hoogstraten kan wijzen op de hoge ligging van de straat of kan de naam zijn van de belangrijkste straat van het dorp".
Een andere, aansluitende verklaring, vertrekt van de Germaanse woorden Hauha (hoog) en strata (straat). Guy Muësen stelt in Meerle en het Land van Hoogstraten in de Middeleeuwen dat het Germaanse woord strata is afgeleid uit het Latijn en verwijst naar een heirbaan. Hij beargumenteert deze verklaring uit het feit dat vele plaatsen die aan zulke heirbaan lagen, nog steeds een naam hebben die is afgeleid van strata.
De Romeinen plachten hun wegen over hoogten aan te leggen. In het Engels duidt het woord highway (Oudengels: heahweg, heahstræte = high street) een hoofdweg aan tussen twee steden en vroeger vooral oude Romeinse wegen die zoals gezegd veelal hooggelegen waren.
Deze weg in Hoogstraten was volgens sommigen onderdeel van de handelsroute van Leuven naar Breda, die op een hoogterug doorheen het Land van Hoogstraten liep en waarlangs Hoogstraten ontstond. Volgens andere bronnen zou het om de handelsweg van Antwerpen naar 's-Hertogenbosch gaan die langs de stad liep. Wellicht liepen beide routes in Hoogstraten over dezelfde weg.

## Geschiedenis

### Ontstaan

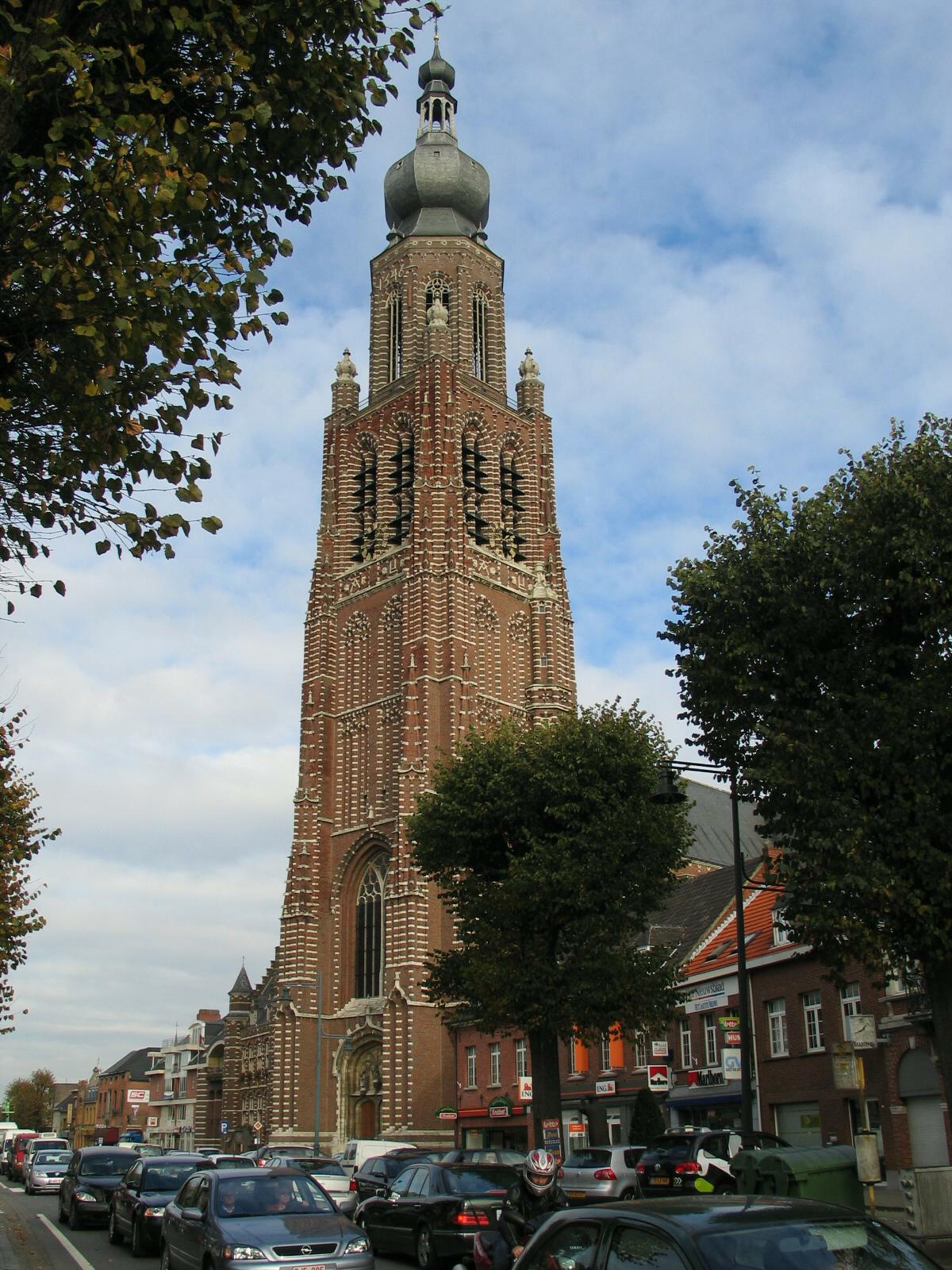
Sint-Katharinakerk

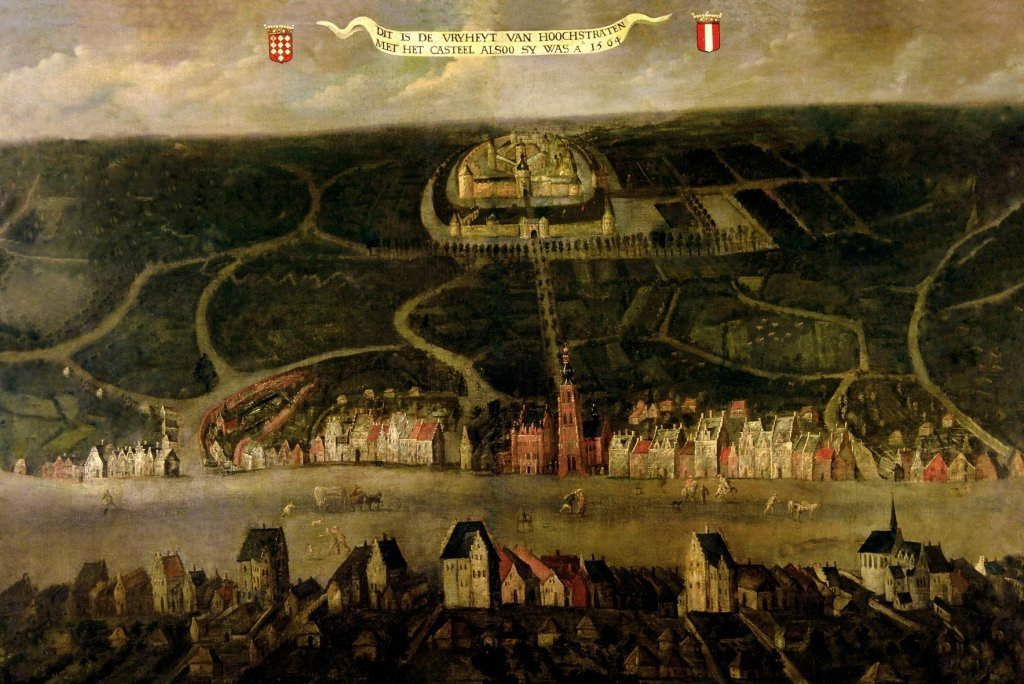
Hoogstraten in 1564 (anoniem schilderij)

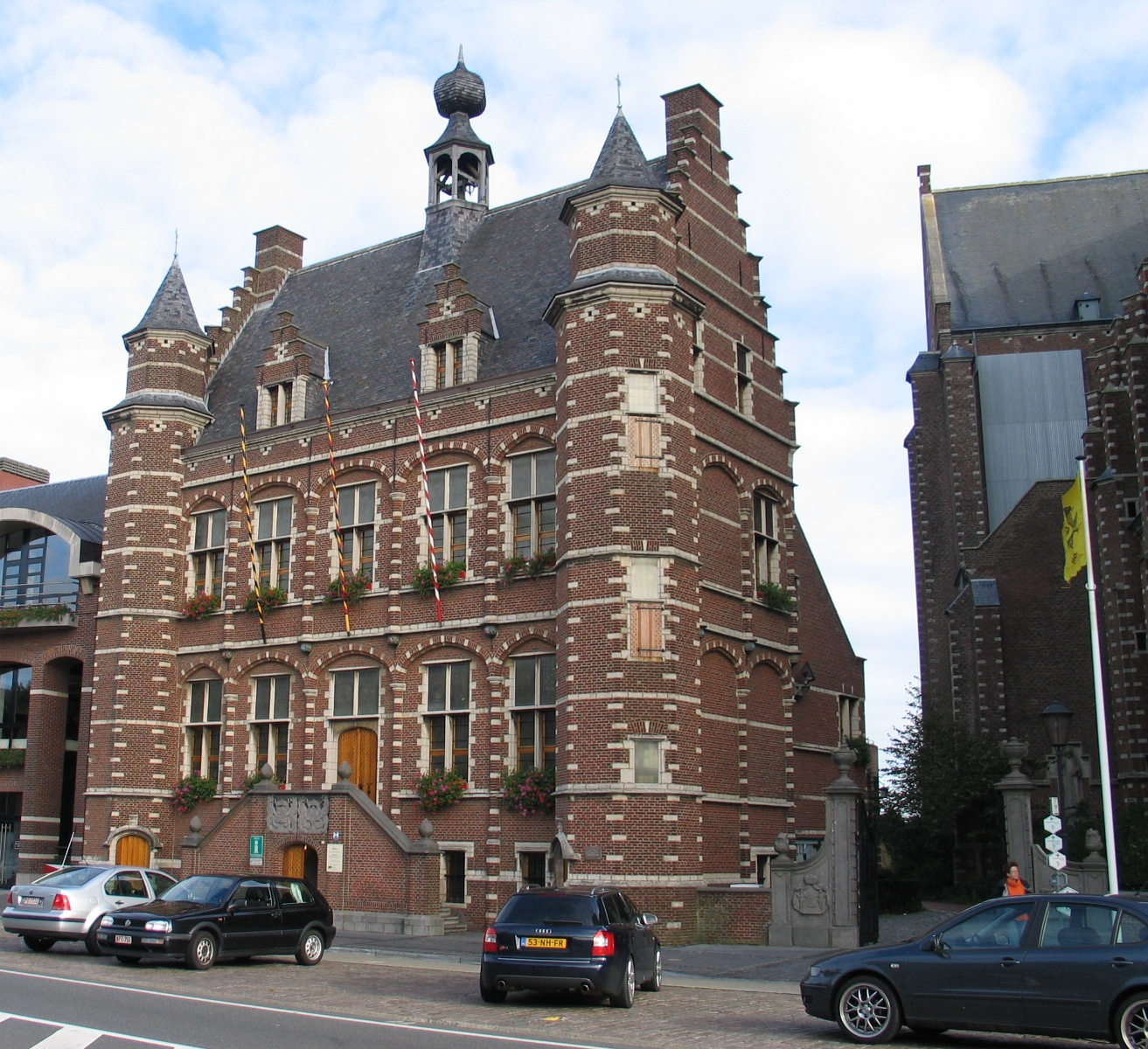
Het gemeentehuis

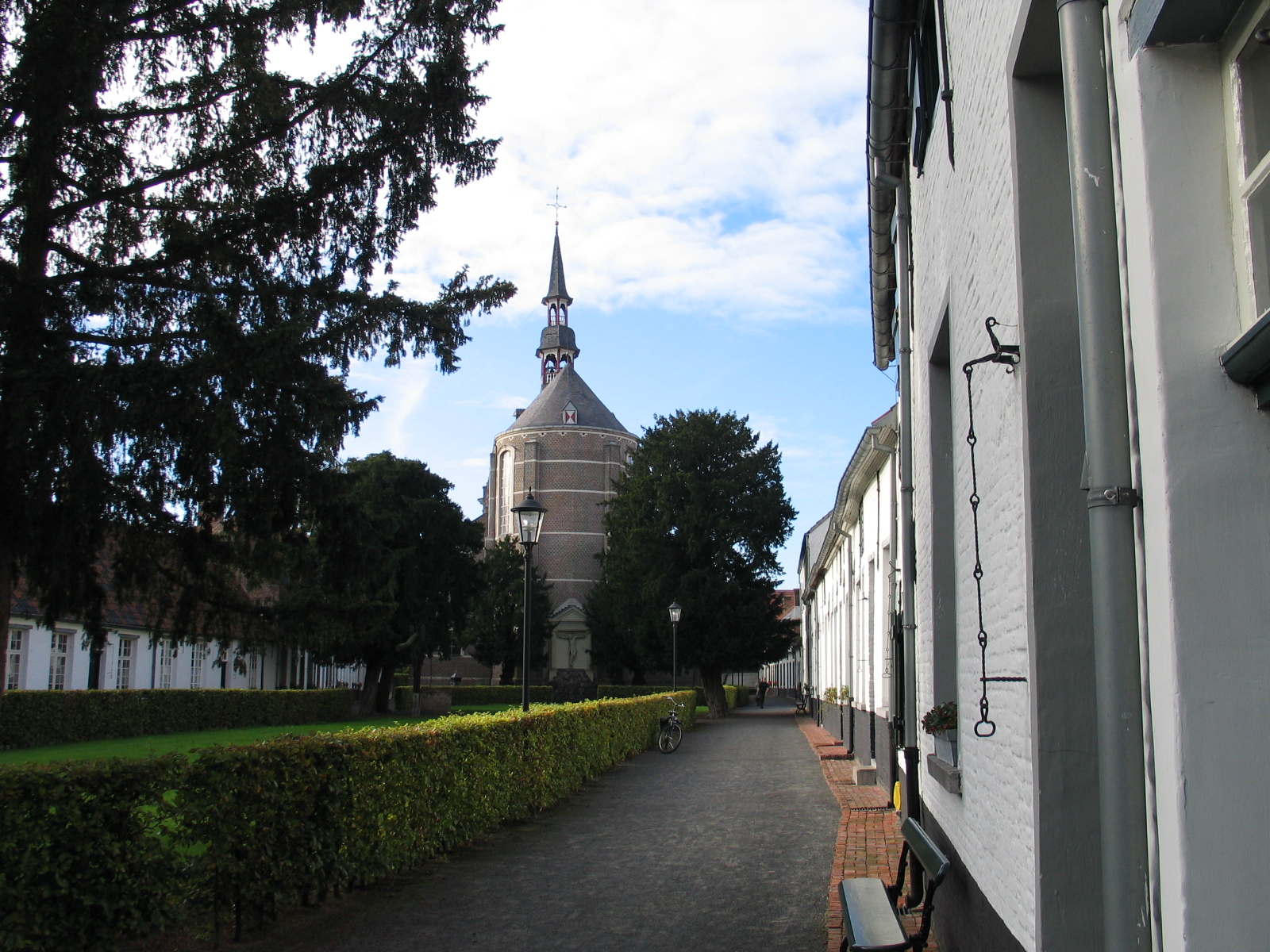
Begijnhof en Sint-Jan Evangelist en Heilige Begga Begijnhofkerk

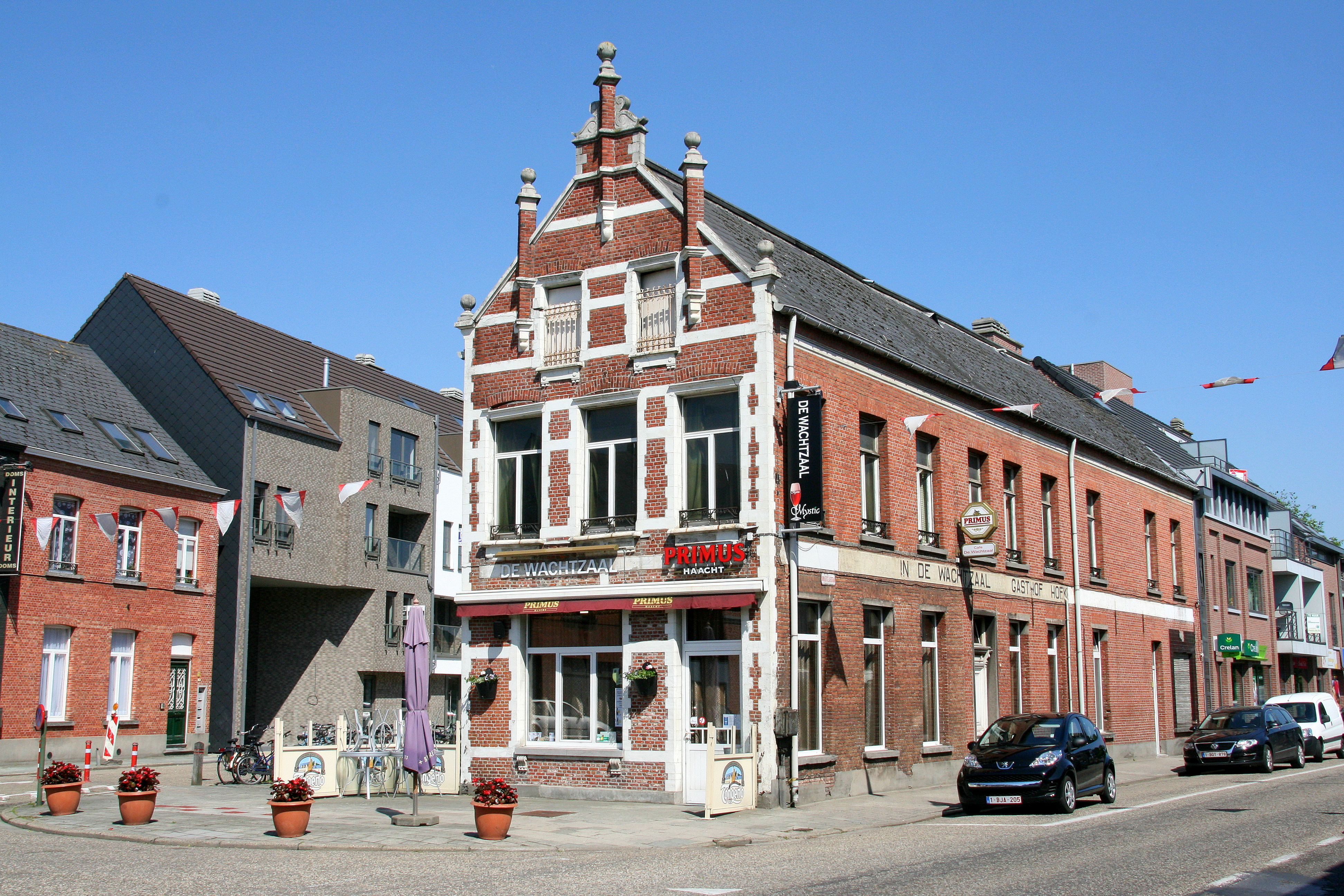
Café-feestzaal "De Wachtzaal", vroeger lokaal van de Sint-Sebastiaansgilde.

Hoogstraten werd in 1210 gesticht door hertog Hendrik I van Brabant en voorzien van vrijheidsrechten. Hierdoor ontwikkelde Hoogstraten zich tot een handelsstadje. Hoogstraten werd gesticht binnen de parochie Wortel (reeds vermeld in 1155), waardoor de grote Sint-Katharinakerk van Hoogstraten de dochterkerk werd van de kleine Sint-Jan Baptistkerk van Wortel. Ook het kasteel van Hoogstraten bleef onder de parochie van Wortel.
Een grenspunt van Wortel uit die tijd, de Witte Kei is in 2017 nog tot monument verheven. 
De Bredase geschiedschrijver Thomas Ernst van Goor lanceerde in zijn werk Beschryving der Stadt en Lande van Breda (1744) de theorie dat Hoogstraten gesticht werd door een Vikinghoofdman, Gelmel. Op het einde van de 19e eeuw werd deze theorie overgenomen en verkeerdelijk beschouwd als een echte oude legende die mondeling overgeleverd werd.
In de 17e-eeuwse bron die Van Goor voor zijn theorie gebruikte, spreekt men niet van Vikingen, maar wel van Hunnen. Voor Breda bestaat er een legende over de Vikingen. In deze Bredase legende, die reeds in 1460 neergeschreven was, is er wel sprake van Hoogstraten, maar niet van Gelmel. Er zijn nooit archeologische aanwijzingen gevonden van de aanwezigheid van Vikingen in Hoogstraten.
Een theorie die lang werd aangehouden, is dat Hoogstraten en Wortel gesticht werden binnen Rijkevorsel. Men beweerde lange tijd dat Rijkevorsel ouder zou zijn dan Wortel en dat de kerk van Rijkevorsel de moederkerk van die van Wortel was. Recent onderzoek bracht aan het licht dat dit niet klopte. Hierdoor verviel de theorie.
Ook andere theorieën zoals dat Hoogstraten aan den Aard of rond de Sint-Katelijnekapel ontstond, zijn twijfelachtig.
De oudst bekende heren van Hoogstraten zijn afkomstig uit de familie Van Gemmenich. Van 1295-1428 kwam Hoogstraten aan de familie Van Kuik, vervolgens aan Van Borselen en in 1469 aan Van Culemborg.

### Graafschap en hertogdom Hoogstraten
Elisabeth van Culemborg trouwde in 1509 met Antoon I van Lalaing, die belangrijke functies aan het Habsburgse hof vervulde. In 1518 werd Hoogstraten door Keizer Karel V tot graafschap verheven. De graven hadden nauwe banden met het hof in Brussel en in Mechelen. Ook was graaf Antoon II van Lalaing kort stadhouder van Antwerpen. Een groot glasraam in de Sint-Katharinakerk getuigt van de nauwe banden tussen Antwerpen en Hoogstraten. De graven, en later de hertogen, hadden dus een residentie nodig dicht bij de machtsstructuren van het land.
In 1740 werd het graafschap namelijk verheven tot hertogdom Hoogstraten onder het vorstendom Salm-Salm, dat in 1709 in bezit kwam van Hoogstraten.
Door al deze ontwikkelingen verkreeg Hoogstraten enige stedelijke allure, hoewel het nooit tot een belangrijke stad zou uitgroeien, vanwege de perifere ligging ervan en de nabijheid van een grens. Dit heeft vooral tijdens de Tachtigjarige Oorlog voor moeilijkheden gezorgd. Tegen het einde van de 17e eeuw was er sprake van enige opbloei: in 1678 vestigden zich Engelse karmelietessen in Hoogstraten en in 1690 kwam er een Minderbroedersklooster. Economisch was er sprake van enige ambachtelijke bedrijvigheid: wolbewerking en later textielnijverheid, baksteenfabricage en pottenbakkerij, waarbij vooral het Hoogstratens zwart aardewerk van belang was. Daarnaast waren er bierbrouwerijen.
In 1534 werd ook een kapittel opgericht dat tot 1797 heeft bestaan.
Hoogstraten elders:
- Hof van Hoogstraten (Antwerpen)
- Hof van Hoogstraten (Brussel)
- Hof van Hoogstraten (Mechelen)

### Franse Tijd
Hoogstraten was een "vrijheid," wat betekende dat het een stad van de tweede categorie was. Dit werd in 1770 nog vermeld in een lijst van het hertogdom Brabant. (Hoewel Hoogstraten in 1740 door een titelverheffing in Wenen zelf tot hertogdom werd benoemd, bleef het land van Hoogstraten op de een of andere manier toch onder de vleugels van het hertogdom Brabant.) De hoofdstraat van Hoogstraten draagt daarom de naam Vrijheid. Met de komst van de Fransen werd deze titel in 1795 ontnomen, omdat men meer gelijkheid in de samenleving wilde invoeren (fraternité, égalité, liberté). In 1985, op initiatief van Zefa Raeymaekers en met als argument de rijke geschiedenis van Hoogstraten en de mogelijkheid voor een provinciestad tussen Antwerpen en Turnhout, kreeg Hoogstraten de stadstitel terug. Hoewel er geen onderscheid meer werd gemaakt tussen steden van hogere of lagere categorie, wordt de term "provinciestad" nog wel eens gebruikt om te verwijzen naar een kleine landelijke stad.

In 1810 kwam het Bedelaarsgesticht van Mechelen over naar het kasteel van Hoogstraten. Jean Louis Bausart werd er directeur. Hij was een Fransman geboren in Rouen en zou tot in 1852 aanblijven. Toen ging hij naar Mechelen waar hij later op het jaar stierf. Hij was tevens gemeenteraadslid, schepen, en provinciaal verkozene voor het kanton Hoogstraten. Hij zat als actief lid in de provinciale commissies voor gevangenissen en landbouw. Hij had ook een sleutelpositie in de privatisering van gemeentelijke heidegronden om te ontginnen. 
Op 11 januari 1814 werd in de Noorderkempen de Slag bij Hoogstraten uitgevochten. Dit betekende het einde van de Franse Tijd in Hoogstraten. Jean Louis Bausart had daar op politiek vlak geen last van want hij was actief in zowel de Franse, de Hollandse als de Belgische tijd. Hij was een prominent figuur die telkens met overtuiging verkiezingen won. 

### Hollandse Tijd
Op 15 maart 1814 presenteerden de Engelsen een plan om de Belgische provincies toe te wijzen aan de prins van Oranje, Willem I der Nederlanden. Slechts enkele dagen later, op 21 maart 1814, begon vorst Konstantijn van Salm-Salm al brieven te schrijven om zijn eigendommen terug te krijgen.
Tijdens de Hollandse Tijd werd in 1822 Wortel-Kolonie opgericht. Tot dat moment had de hertog van Hoogstraten herhaaldelijk brieven gestuurd om zijn eigendommen terug te krijgen of er ten minste compensatie voor te ontvangen. In die periode werd dit eindelijk geregeld, en het werd duidelijk dat de hertog niet meer zou terugkeren naar 'zijn' Hoogstraten. 

### Aanvang Belgische Tijd
Tijdens de Franse tijd werden de kloosters opgeheven en deze keerden niet meer terug. Belgische geestelijken speelden een belangrijke rol in de Belgische revolutie, wat leidde tot een katholieke tegenbeweging tegen de Hollandse protestanten. In dit kader vestigden de Ursulinen zich in 1832 in Hoogstraten, en in 1835 werd er een kleinseminarie opgericht. Deze nieuwe instituten moesten een dam vormen tegen de protestantse invloed vanuit Nederland.

#### Landbouw
Het initiatief van Wortel-Kolonie om tot heideontginning te komen leek aanvankelijk te mislukken en werd in 1842 opgeheven. Desondanks bleef er een politieke wil aanwezig om hiermee verder te gaan. Zeker na de hongersnood van 1845 zette de Belgische politiek zich in om de 1160 vierkante kilometer aan Kempense heidegronden te ontginnen, met als doel de structurele hongersnood en de bijhorende sociale onrust uit te roeien. Hoogstraten, vanwege de ervaring met Wortel-Kolonie, was hierbij een belangrijke speerpuntcluster. Er werden diverse initiatieven genomen door prominente figuren zoals de Oost-Vlamingen Edouard Jaequemyns en Jean Baptist Voortman, zoon van Abraham Voortman, en de Antwerpse politici Théodore Teichmann (Zwart Goor hoeve) en Max van den Berg, om grote oppervlakten aan heidegronden te ontginnen. Hierbij speelde guano een cruciale rol als meststof. De bourgeoisie leverde het kapitaal en de plaatselijke bevolking de werkkracht. Na enkele decennia verdween de rijkere burgerij en versnipperde het land onder de plaatselijke landbouwers. Vanaf 1910 kwam de tuinbouw op, waarbij vooral aardbeienteelt belangrijk werd. 

#### Industrialisatie
"De ontwikkeling kwam laat en slechts in bescheiden mate op gang, voornamelijk door de slechte verbindingen. De aanleg van de tramlijn speelde echter een belangrijke rol in het doorbreken van de geïsoleerde ligging van Hoogstraten en verbeterde de verbinding met de rest van het land. Pas aan het einde van de 19e eeuw verscheen er een fabriek voor matten en tapijten en enkele sigarenfabriekjes. De industrie was dikwijls landbouwgerelateerd zoals bijvoorbeeld confituurfabrieken.

#### Diensten
"Het Gelmelslot, dat van oudsher de zetel was van de familie Salm-Salm, kreeg na de Franse tijd verschillende functies als strafinrichting, wat zorgde voor een grote vraag naar cipiers in Hoogstraten. Daarnaast vroeg de uitgebreide scholengemeenschap om een aanzienlijk aantal leraren en leraressen. Ook was er behoefte aan landbouwondersteuning, wat leidde tot de oprichting van melkerijen en veilingen."  

## Geografie

### De langste Belgische landsgrens met Nederland
De gemeente Hoogstraten ligt in het uiterste noorden van België en heeft een opvallende geografische ligging. Met een landsgrens van 42 kilometer met Nederland en slechts 19 kilometer grens met andere Belgische gemeenten, is het duidelijk dat Hoogstraten als een soort uitstulping in het Nederlandse grondgebied ligt. Vandaar het gezegde: 'Hoogstraten is de middelste van de drie bulten'.
Deze situatie maakt Hoogstraten tot een grensgemeente bij uitstek, waar de interactie met Nederland – economisch, sociaal en cultureel – een grote rol speelt. De lange landsgrens verklaart ook waarom er zoveel grensovergangen, landbouwbedrijven met percelen aan beide zijden van de grens, en grensoverschrijdende samenwerkingen bestaan.
Hoogstraten vormt zo een brug tussen België en Nederland, eerder dan een typische Belgische binnenlandgemeente. De asymmetrische verhouding van 42 km tot 19 km onderstreept de unieke positie van Hoogstraten met voor Nederland de E19 als poort naar het zuiden. 

### Deelgemeenten
| # | Naam        | Opp. (km²) | Inwoners (2020) | Inwoners per km² | NIS-code |
| - | ----------- | ---------- | --------------- | ---------------- | -------- |
| 1 | Hoogstraten | 13,09      | 8.055           | 615              | 13014A   |
| 2 | Meer        | 38,11      | 3.577           | 94               | 13014C   |
| 3 | Meerle      | 24,66      | 3.645           | 148              | 13014D   |
| 4 | Minderhout  | 16,01      | 4.291           | 268              | 13014B   |
| 5 | Wortel      | 13,53      | 1.826           | 135              | 13014E   |

### Kernen
De gemeente bestaat naast Hoogstraten zelf nog uit de deelgemeenten Meer, Meerle, Minderhout en Wortel. De noordelijkste woonkern van België is Meersel-Dreef gelegen op het grondgebied van de deelgemeenten Meer en Meerle, daarnaast is er nog het gehucht Bollekens.

### Aangrenzende gemeenten
| Aangrenzende gemeenten | Aangrenzende gemeenten                  | Aangrenzende gemeenten | Aangrenzende gemeenten | Aangrenzende gemeenten |
| ---------------------- | --------------------------------------- | ---------------------- | ---------------------- | ---------------------- |
|                        |                                         | Breda (NL)             |                        | Alphen-Chaam (NL)      |
|                        |                                         |                        |                        |                        |
| Zundert (NL)           | Baarle-Hertog (B) en Baarle-Nassau (NL) |                        |                        |                        |
|                        |                                         |                        |                        |                        |
| Brecht en Wuustwezel   |                                         | Rijkevorsel            |                        | Merksplas              |

Aangrenzende dorpen en woonkernen zijn Zundert, Rijsbergen, Breda, Galder, Strijbeek, Chaam, Ullicoten, Baarle-Nassau, Baarle-Hertog, Merksplas, Rijkevorsel (met Achtel), Sint-Lenaarts en Loenhout.

## Bezienswaardigheden
- Sint-Katharinakerk in Kempense baksteen met de op twee na hoogste kerktoren van België (104,7 meter)
- Begijnhof Hoogstraten, waarin het Stedelijk Museum Hoogstraten gevestigd is.
- Stadhuis van Hoogstraten, samen met de kerk van architect Rombout II Keldermans
- Laermolen aan de Mark, waar nu olie voor smoutebollen gemaakt wordt
- Salm-Salm Molen
- Nieuwe Molen
- Gelmelslot (ook bekend als Kasteel van Hoogstraten) waar de graaf van Hoogstraten woonde, niet toegankelijk voor publiek, wel nog steeds in gebruik als gevangenis
- De geklasseerde dreef met gekandelaarde linden in het centrum.

## Natuur en landschap
Hoogstraten ligt in de Noorderkempen en de hoogte varieert tussen 15 en 25 meter. Het riviertje de Mark verloopt ten oosten van Hoogstraten. Ook het natuurgebied Elsakker vindt men in Hoogstraten.
Het stiltegebied Wortel-Kolonie is sinds juli 2021 erkend als Unesco werelderfgoed in de categorie cultuurlandschap samen met de koloniën Frederiksoord, Wilhelminaoord en Veenhuizen.

## Demografie

### Demografische ontwikkeling voor de fusie
- Bronnen:NIS, Opm:1806 tot en met 1970=volkstellingen; 1976 = inwoneraantal op 31 december

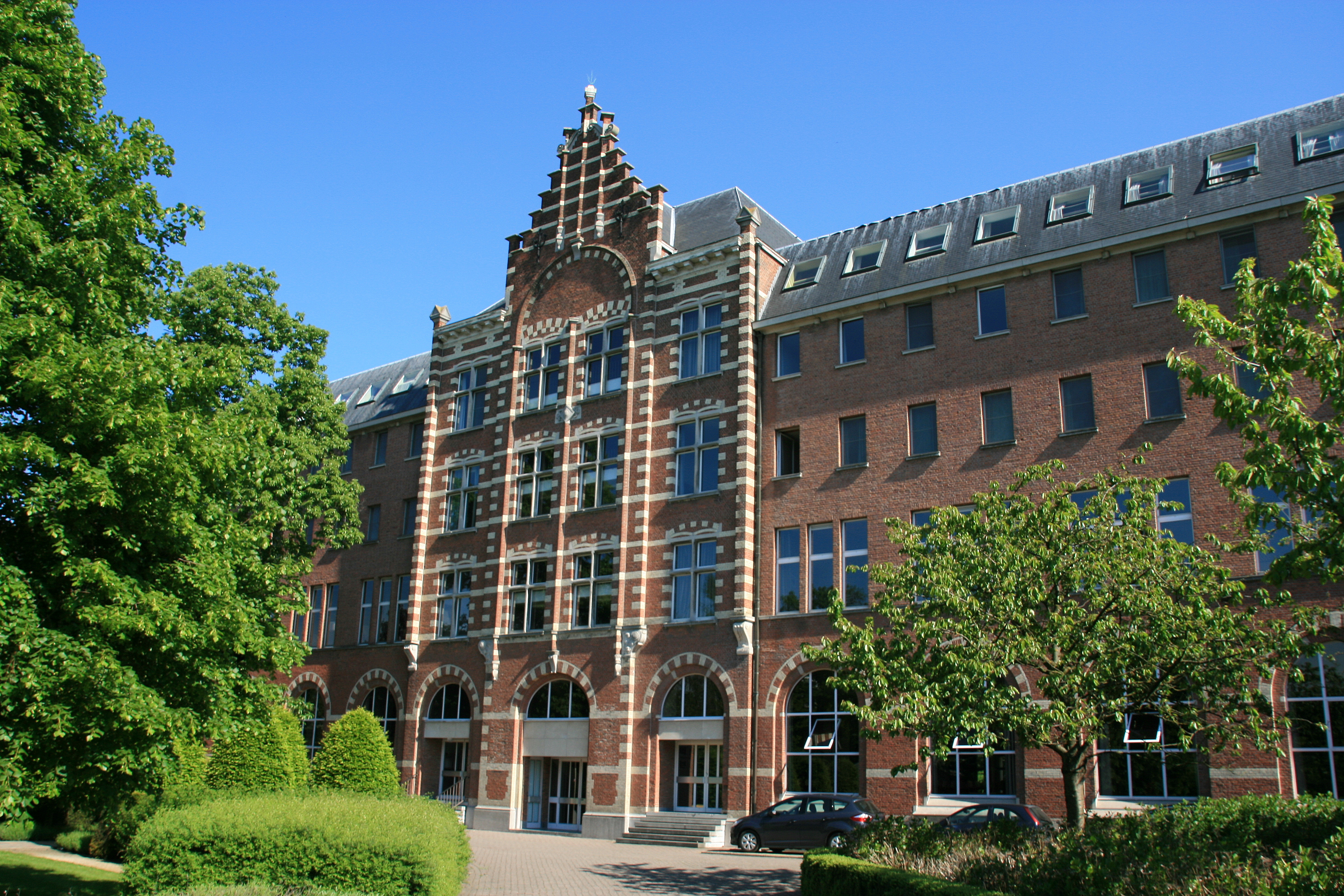
Het Klein Seminarie werd opgericht in 1834 als Aartsbisschoppelijk College

"Het Gulden Vlies". Een uit de eerste helft van de 16de eeuw daterend herenhuis, vanaf 1780 pastorie, later dekenij van de Sint-Katharinakerk

### Demografische ontwikkeling van de fusiegemeente
Alle historische gegevens hebben betrekking op de huidige gemeente, inclusief deelgemeenten, zoals ontstaan na de fusie van 1 januari 1977.
- Bronnen:NIS, Opm:1806 tot en met 1981=volkstellingen; 1990 en later= inwonertal op 1 januari

| Inwoners van jaar tot jaar op 1 januari 1992 tot heden | Inwoners van jaar tot jaar op 1 januari 1992 tot heden | Inwoners van jaar tot jaar op 1 januari 1992 tot heden |
| jaar                                                   | Aantal                                                 | Evolutie: 1992=index 100                               |
| ------------------------------------------------------ | ------------------------------------------------------ | ------------------------------------------------------ |
| 1992                                                   | 15.908                                                 | 100,0                                                  |
| 1993                                                   | 16.088                                                 | 101,1                                                  |
| 1994                                                   | 16.292                                                 | 102,4                                                  |
| 1995                                                   | 16.499                                                 | 103,7                                                  |
| 1996                                                   | 16.793                                                 | 105,6                                                  |
| 1997                                                   | 17.193                                                 | 108,1                                                  |
| 1998                                                   | 17.390                                                 | 109,3                                                  |
| 1999                                                   | 17.585                                                 | 110,5                                                  |
| 2000                                                   | 17.751                                                 | 111,6                                                  |
| 2001                                                   | 17.870                                                 | 112,3                                                  |
| 2002                                                   | 18.036                                                 | 113,4                                                  |
| 2003                                                   | 18.201                                                 | 114,4                                                  |
| 2004                                                   | 18.445                                                 | 115,9                                                  |
| 2005                                                   | 18.512                                                 | 116,4                                                  |
| 2006                                                   | 18.582                                                 | 116,8                                                  |
| 2007                                                   | 18.905                                                 | 118,8                                                  |
| 2008                                                   | 19.194                                                 | 120,7                                                  |
| 2009                                                   | 19.578                                                 | 123,1                                                  |
| 2010                                                   | 19.754                                                 | 124,2                                                  |
| 2011                                                   | 20.054                                                 | 126,1                                                  |
| 2012                                                   | 20.386                                                 | 128,1                                                  |
| 2013                                                   | 20.549                                                 | 129,2                                                  |
| 2014                                                   | 20.867                                                 | 131,2                                                  |
| 2015                                                   | 21.077                                                 | 132,5                                                  |
| 2016                                                   | 21.183                                                 | 133,2                                                  |
| 2017                                                   | 21.300                                                 | 133,9                                                  |
| 2018                                                   | 21.333                                                 | 134,1                                                  |
| 2019                                                   | 21.355                                                 | 134,2                                                  |
| 2020                                                   | 21.424                                                 | 134,7                                                  |
| 2021                                                   | 21.560                                                 | 135,5                                                  |
| 2022                                                   | 21.895                                                 | 137,6                                                  |
| 2023                                                   | 22.245                                                 | 139,8                                                  |
| 2024                                                   | 22.278                                                 | 140,0                                                  |
| 2025                                                   | 22.403                                                 | 140,8                                                  |

## Politiek

### Structuur
De stad Hoogstraten ligt in het kieskanton Hoogstraten en het provinciedistrict Turnhout. Deze maken deel uit van het kiesarrondissement Mechelen-Turnhout en de kieskring Antwerpen.
| Hoogstraten      | Hoogstraten      | Supranationaal         | Nationaal                         | Nationaal           | Gemeenschap         | Gewest              | Provincie           | Arrondissement    | Provinciedistrict | Kanton          | Gemeente        |
| ---------------- | ---------------- | ---------------------- | --------------------------------- | ------------------- | ------------------- | ------------------- | ------------------- | ----------------- | ----------------- | --------------- | --------------- |
| Administratief   | Niveau           | Europese Unie          | België                            | België              | Vlaanderen          | Vlaanderen          | Antwerpen           | Turnhout          | Turnhout          | Turnhout        | Hoogstraten     |
| Administratief   | Bestuur          | Europese Commissie     | Belgische regering                | Belgische regering  | Vlaamse regering    | Vlaamse regering    | Deputatie           | Deputatie         | Deputatie         | Deputatie       | Gemeentebestuur |
| Administratief   | Raad             | Europees Parlement     | Kamer van volksvertegenwoordigers | Vlaams Parlement    | Vlaams Parlement    | Vlaams Parlement    | Provincieraad       | Provincieraad     | Provincieraad     | Provincieraad   | Gemeenteraad    |
| Kiesomschrijving | Kiesomschrijving | Nederlands Kiescollege | Kieskring Antwerpen               | Kieskring Antwerpen | Kieskring Antwerpen | Kieskring Antwerpen | Kieskring Antwerpen | Mechelen-Turnhout | Turnhout          | Hoogstraten     | Hoogstraten     |
| Verkiezing       | Verkiezing       | Europese               | Federale                          | Federale            | Vlaamse             | Vlaamse             | Provincieraads-     | Provincieraads-   | Provincieraads-   | Provincieraads- | Gemeenteraads-  |

#### Gemeenteraad
| College van burgemeester en schepenen | College van burgemeester en schepenen |
| ------------------------------------- | --- |
| Burgemeester                          | Tinne Rombouts (CD&V) |
| Schepenen                             | 1. Arnold Wittenberg (Hoogstraten Leeft) 2. Hilde Vermeiren (CD&V) 3. Piet Van Bavel (Hoogstraten Leeft) 4. Marc Haseldonckx (CD&V) 5. Ann Fockaert (Hoogstraten Leeft) 6. Mariëlle Schalk (CD&V) |
| Voorzitter van de gemeenteraad        | Herman Snoeys (Hoogstraten Leeft) |

### Geschiedenis

#### Lijst van burgemeesters
| Periode | Periode     | Burgemeester                            |
| ------- | ----------- | --------------------------------------- |
|         | 1800 - 1818 | Peter Jozef Bruyninckx                  |
|         | 1818 - 1830 | François Deboungne                      |
|         | 1830 - 1831 | J.H. de Keirsmaekers                    |
|         | 1831 - 1832 | Jan Baptist Laurijssen                  |
|         | 1832 - 1869 | Cornelius Mercelis                      |
|         | 1867 - 1870 | Jan Baptist Brosens (waarnemend)        |
|         | 1870 - 1871 | Jozef Deboungne                         |
|         | 1871 - 1876 | Franciscus Vermeulen                    |
|         | 1877 - 1911 | Hendrik Brosens (Kath. Partij)          |
|         | 1912 - 1926 | Alfons Van Hoof                         |
|         | 1927 - 1932 | Renaat Van Den Kieboom (Kath. Verb.)    |
|         | 1933 - 1941 | Jan Brosens (Kath. Verb.)               |
|         | 1941 - 1944 | Piet Gommers (VNV, oorlogsburgemeester) |

| Periode | Periode      | Burgemeester                        |
| ------- | ------------ | ----------------------------------- |
|         | 1944 - 1947  | Antoon Brosens (CVP, dienstdoend)   |
|         | 1947 - 1954  | Camille Thirion (CVP)               |
|         | 1954 - 1959  | Henri Brosens (CVP)                 |
|         | 1959 - 1963  | Jozef Bastiaens                     |
|         | 1963 - 1971  | Henri Brosens (CVP)                 |
|         | 1971 - 1977  | Jos Van Aperen (KGB)                |
|         | 1977 - 1982  | Alfons Sprangers (FB)               |
|         | 1983 - 1987  | Jos Van Aperen (KGB)                |
|         | 1987 - 1988  | Fons Jansen (KGB, dienstdoend)      |
|         | 1989 - 2012  | Arnold Van Aperen (KVB)             |
|         | 2013 - 2018  | Tinne Rombouts (CD&V)               |
|         | 2019 - 2024  | Marc Van Aperen (Hoogstraten Leeft) |
|         | 2024 - heden | Tinne Rombouts (CD&V)               |

#### Legislatuur 1977 - 1982
Naast de traditionele partijen trad ook de partij FB (FusieBelangen) in de politieke arena, de opvolger van 'Gemeentebelangen Meer' met de voormalige Meerse burgemeester Fons Sprangers aan het roer. Eveneens Meerse roots had de kartellijst KGB (Kristelijke Gemeentebelangen) van Jos Van Aperen. Na de verkiezingen werd Fons Sprangers burgemeester.

#### Legislatuur 1989 - 1994
De Christendemocraten trokken deze verkiezingen in verspreidde slagorde naar de kiezer. Zo was er naast de CVP-lijst ook de scheurlijst DE (Democratische Eenheid) van plaatsvervangend burgemeester Fons Jansen. De FB werd omgedoopt naar Agalev. De KGB werd omgevormd tot de KVB (Kristelijke Volksbelangen).

#### Legislatuur 2001 - 2006
De Christendemocraten trokken deze verkiezingen in verspreidde slagorde naar de kiezer. Zo was er naast de CVP-lijst ook de scheurlijst HOOP (Hoogstraatse Onafhankelijke Open Partij) van voormalig schepen Staf Peerlinck. Het kwam tot een bestuursakkoord tussen de KVB van zittend burgemeester Arnold Van Aperen en HOOP. Van Aperen haalde 2.585 voorkeurstemmen. Het schepencollege werd vervolledigd door Jos Martens, Marcel Van Hamel, Roger Van Aperen (allen KVB), Rene Sprangers en Staf Peerlinck (beiden HOOP). OCMW-voorzitter bleef net als tijdens de vorige legislatuur Jos Brosens.

#### Legislatuur 2013 - 2018
Groen, sp.a en HOOP bundelden de krachten en kwamen op met de lijst 'ANDERS'. De KVB werd omgedoopt tot Hoogstraten Leeft. Burgemeester is Tinne Rombouts (CD&V). Zij leidt een coalitie bestaande uit CD&V en N-VA. Samen vormen ze de meerderheid met 15 op 27 zetels.

#### Legislatuur 2019 - 2024
Op 14 oktober 2018 werden er gemeenteraadsverkiezingen gehouden waaruit vier fracties kwamen: Hoogstraten Leeft (Open Vld), CD&V, N-VA en Anders (groen en socialisten). Op 6 december werd Marc Van Aperen benoemd tot burgemeester met ingang vanaf 1 januari 2019. Voorzitter van de gemeenteraad werd Jef Vissers (N-VA). 
Het schepencollege bestaat uit Roger Van Aperen (N-VA), Arnold Wittenberg (Hoogstraten Leeft), Faye Van Impe (N-VA), Piet Van Bavel (Hoogstraten Leeft), Ann Fockaert (Hoogstraten Leeft) en Michel Janssens (N-VA). Op 27 juni 2022 nam Michel Janssens ontslag en werd vervangen door Jef Vissers. Gemeenteraadslid Gert Van den Bogaert (N-VA) werd vanaf 27 juni 2022 voorzitter van de gemeenteraad.

#### Legislatuur 2024 - heden
Op 13 oktober 2024 werden er gemeenteraadsverkiezingen gehouden. Samen!-CD&V werd de grootste partij, waardoor lijsttrekker Tinne Rombouts (CD&V) het initiatiefrecht kreeg om een coalitie te vormen. Ze vormde een coalitie tussen haar eigen Samen!-CD&V en Hoogstraten Leeft, goed voor 22 van de 27 zetels in de gemeenteraad. 

#### Resultaten gemeenteraadsverkiezingen sinds 1976
| Partij of kartel     | Partij of kartel               | 10-10-1976 | 10-10-1976 | 10-10-1982 | 10-10-1982 | 9-10-1988 | 9-10-1988 | 9-10-1994 | 9-10-1994 | 8-10-2000 | 8-10-2000 | 8-10-2006 | 8-10-2006 | 14-10-2012 | 14-10-2012 | 14-10-2018 | 14-10-2018 | 13-10-2024 | 13-10-2024 |
| Stemmen / Zetels     | Stemmen / Zetels               | %          | 23         | %          | 23         | %         | 23        | %         | 25        | %         | 25        | %         | 25        | %          | 27         | %          | 27         | %          | 27         |
| -------------------- | ------------------------------ | ---------- | ---------- | ---------- | ---------- | --------- | --------- | --------- | --------- | --------- | --------- | --------- | --------- | ---------- | ---------- | ---------- | ---------- | ---------- | ---------- |
|                      | FB1/ Agalev2/ Groen!3/ AndersA | 15,871     | 3          | 18,271     | 4          | 12,492    | 2         | 19,722    | 4         | 14,512    | 3         | 9,973     | 2         | 14,14A     | 3          | 13,1A      | 3          | 12,2A      | 3          |
|                      | SP1/ AndersA                   | 1,821      | 0          | 2,961      | 0          | 3,761     | 0         | -         |           | 4,61      | 0         | -         |           | 14,14A     | 3          | 13,1A      | 3          | 12,2A      | 3          |
|                      | HOOP1/ AndersA                 | -          |            | -          |            | -         |           | -         |           | 11,891    | 3         | 6,711     | 1         | 14,14A     | 3          | -          |            | -          |            |
|                      | CVP1/ CD&V2/ / Samen!-CD&V3    | 42,051     | 11         | 36,051     | 9          | 30,581    | 8         | 34,651    | 9         | 25,241    | 7         | 39,052    | 11        | 32,082     | 10         | 29,02      | 8          | 37,03      | 11         |
|                      | KGB1/ KVB2/ Hoogstraten Leeft3 | 37,641     | 9          | 39,741     | 10         | 36,652    | 10        | 45,642    | 12        | 36,452    | 11        | 35,292    | 10        | 29,133     | 9          | 37,83      | 11         | 36,33      | 11         |
|                      | VU1/ N-VA2 N-VA+3              | 2,631      | 0          | 2,981      | 0          | -         |           | -         |           | -         |           | -         |           | 20,122     | 5          | 20,12      | 5          | 9,33       | 2          |
|                      | Vlaams Blok1/ Vlaams Belang2   | -          |            | -          |            | -         |           | -         |           | 7,311     | 1         | 8,982     | 1         | 4,532      | 0          | -          |            | -          |            |
|                      | DE                             | -          |            | -          |            | 16,52     | 3         | -         |           | -         |           | -         |           | -          |            | -          |            | -          |            |
|                      | NGH                            | -          |            | -          |            | -         |           | -         |           | -         |           | -         |           | -          |            | -          |            | 5,4        | 0          |
| Totaal stemmen       | Totaal stemmen                 | 8270       | 8270       | 9033       | 9033       | 9800      | 9800      | 10116     | 10116     | 11113     | 11113     | 11040     | 11040     | 11608      | 11608      | 12059      | 12059      | 8720       | 8720       |
| Opkomst %            | Opkomst %                      |            |            |            |            | 97,15     | 97,15     | 96,41     | 96,41     | 95,24     | 95,24     |           |           | 92,84      | 92,84      | 93,6       | 93,6       | 68,1       | 68,1       |
| Blanco en ongeldig % | Blanco en ongeldig %           | 2,37       | 2,37       | 3,64       | 3,64       | 4,02      | 4,02      | 4,54      | 4,54      | 4,63      | 4,63      | 3,6       | 3,6       | 2,3        | 2,3        | 3,5        | 3,5        | 1,0        | 1,0        |

De zetels van de gevormde coalitie staan vetjes afgedrukt. De grootste partij is in kleur.

## Cultuur
- Heilig Bloedprocessie op de eerste en tweede zondag na Pinksteren.
- Internationaal Folklorefestival Hoogstraten sinds 1990 driejaarlijks eind juli.
- Antilliaanse Feesten, een Caraïbisch muziekfestival sinds 1983 elk tweede weekend van augustus.

## Onderwijs

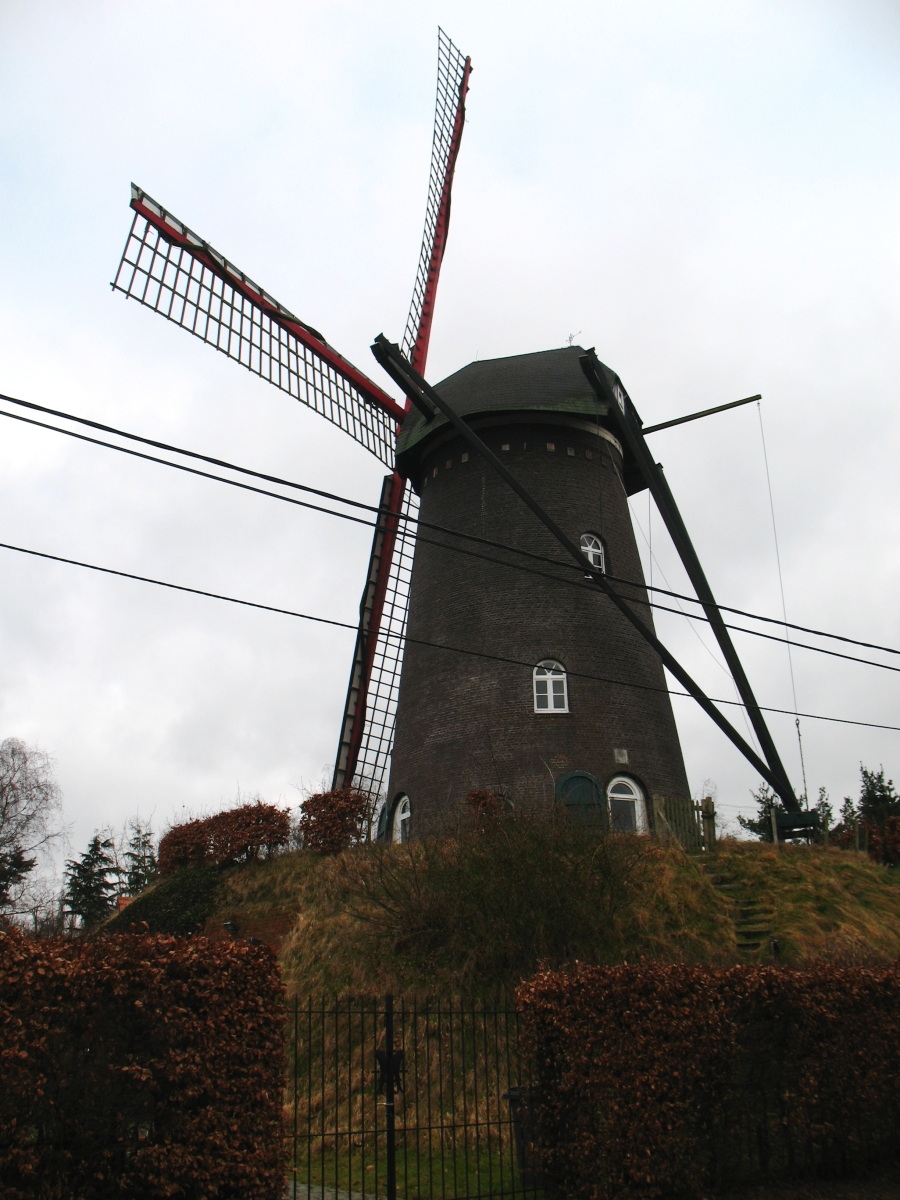
De Salm-Salm Molen

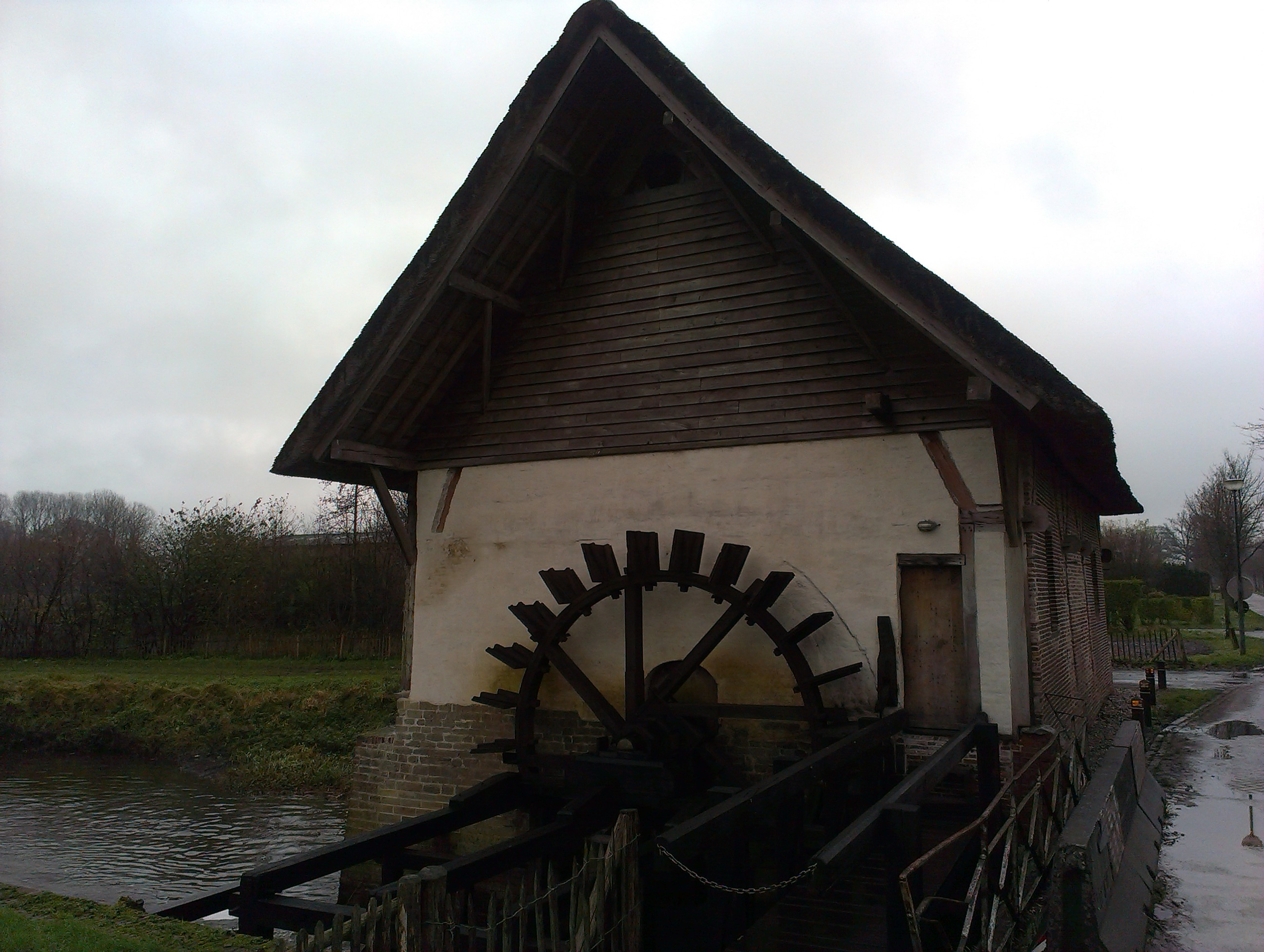
De Laermolen op de Mark

Hoogstraten is ook een regionaal onderwijscentrum, met onder andere vier secundaire scholen. In het Klein Seminarie en het Instituut Spijker kan men de meeste ASO-richtingen volgen, zoals de samenstellingen van Latijn, Grieks, Wetenschappen, Wiskunde, Moderne talen en Humane wetenschappen.
Verder zijn er nog twee technische/beroepsscholen: VTI Spijker en VITO. Het VTI biedt technische en beroepsrichtingen aan in de sectoren hotel, kantoor, toerisme, voeding-verzorging, bakkerij, restaurant-(groot)keuken en sociaal technische wetenschappen. Het VITO biedt ook technische en beroepsrichtingen, maar in de sectoren Hout, Bouw, Chemie, Land- en Tuinbouw, Elektronica en Elektriciteit-Mechanica. Zowel het Klein Seminarie (jongens) als het Spijker (meisjes) bieden een internaat aan (in tegenstelling tot de scholen zelf zijn de internaten gescheiden).
Door de nabijheid van de grens en de aanwezigheid van een internaat volgen nogal wat Nederlandse leerlingen er secundair onderwijs: afhankelijk van het leerjaar en de studierichting: 8 à 25%.

## Sport

### Voetbal
Hoogstraten heeft verschillende voetbalclubs, waarvan Hoogstraten VV de bekendste is. De club is in 2023 actief in de Eerste klasse amateurs. Daarnaast zijn er nog vier ploegen die in tweede, derde en vierde provinciale (voetbal België) actief zijn, namelijk VNA Wortel in 2de provinciale, Minderhout VV en KFC Meer in 3de provinciale en Meerle FC in 4de provinciale.

### Veldrijden
Jaarlijks vindt er de Vlaamse Aardbeiencross plaats, die sinds 1998 deel uitmaakt van de Superprestige veldrijden.